# Nemankultur
Nemankultur (ca. 7. - 3. årtusinde f.Kr.) var en mesolitisk (~ ældre stenalder) jæger- og samlerkultur, der strakte sig ind i midten af neolittisktid (~ yngre stenalder). Nemankulturen var en fortsættelse af ŝwidrykulturen og blev erstattet af båndkeramikkulturen. Geografisk var kulturen udbredt langs det øvre løb af floden Nemunas i det sydlige Litauen, det nordlige Polen, det vestlige Hviderusland og Kaliningrad Oblast. I nord, grænsede Nemankulturen op til den Kundakulturen i den mesolitiske periode og Narvakulturen i neolittisktid.

## Mesolitisktid
I den atlantiske periode blev klimaet varmere og løvskove dækkede meget af området. De indvandrende rensdyr, det vigtigste bytte for jægerne under den ældste stenalder, trak sig tilbage mod nord og blev efterfulgt af skovens dyr. Menneskene tilpassede sig de ændrede forhold. De var stadig nomader, men rejste kortere afstande og opholdt sig på samme sted i længere perioder. Arkæologerne har fundet mindre lejre, der kun brugtes én gang og større lejre, hvor jægere kom tilbage flere gange. Disse lejre var normalt placeret nær søer eller floder. Jægerne benyttede pile og spyd og fiskede med harpuner. Nemankulturens finteredskaber blev påvirket af både mikrolitter fra Sydøsteuropa og makroliter fra Nordeuropa (Maglemosekulturen). Derfor blev kulturen oprindeligt kaldt mikrolitisk-makrolitisk kultur for at undgå forveksling med den allerede etablerede bondestenalder Nemankultur. på trods af mange forskellige påvirkninger, var kulturen ret stabil for 2.500-3.000 år uden nogen betydende folkevandringer, derfor er fundene temmelig ensartede pilespidser, trapezformede knive og ovale økser.

## Neolitisk tid
Den neolitisketid begyndte med fremkomsten af keramik i midten af det 5. årtusinde f.Kr. Den Semi-neolitiske Nemankultur var en efterfølger af den mesolitiske Nemankultur. De fleste af flintredskaber er meget ens for de to kulturer. En ny omfattende udvikling var knive med skærpet og slebet spids dukkede op. De fleste lerkar fra Nemankulturen var spidsbundede, mens nogle var fladbundede. Karene var lavet af ler blandet med organisk materiale eller knust kvartsit. Karene var en smule smallere og mere buede end i Narvakulturen og var dekoreret med et tyndt lag af hvidt ler og rækker af små aftryk omkring kanten. Resten af keramikkaret har diagonale striber der danner et fiskenetmønster eller flere rækker af små aftryk. Noget keramik som findes på Nemankulturens bosættelser stammer fra Narvakulturen. Karene har forventeligt været betaling for flint, som Narvakulturen i nord ikke havde. Mod slutningen af Nemankulturen blev keramikken mere varieret og viser indflydelse af Havkystkulturen (fra Rzucewo i Polen):. Aftryk foretaget med snore eller ligner en gran. Til sidst blev kulturen overhalet af Båndkeramikkultur.